# 土佐光成

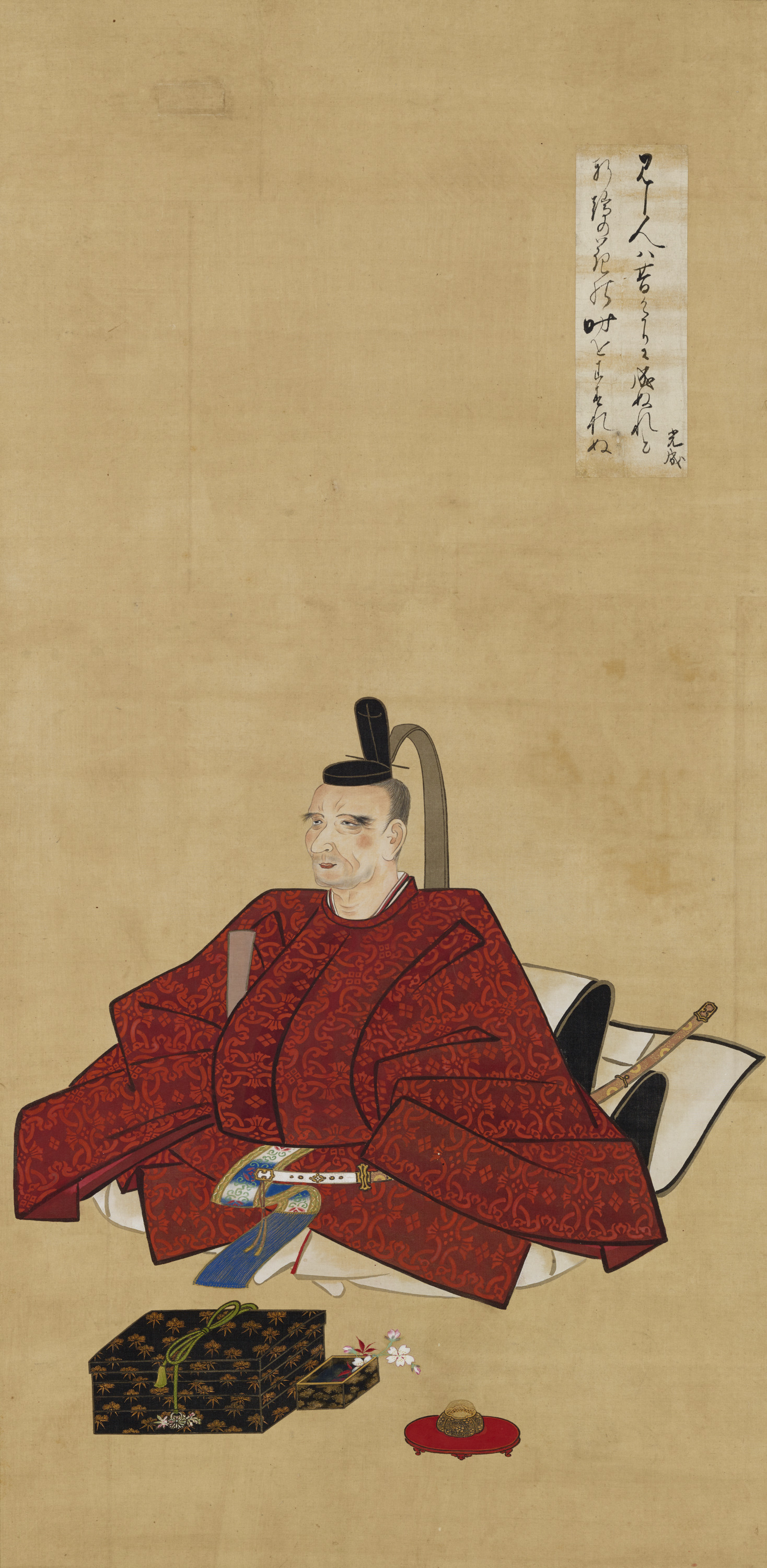
土佐光成像（土佐光祐筆、京都国立博物館蔵）

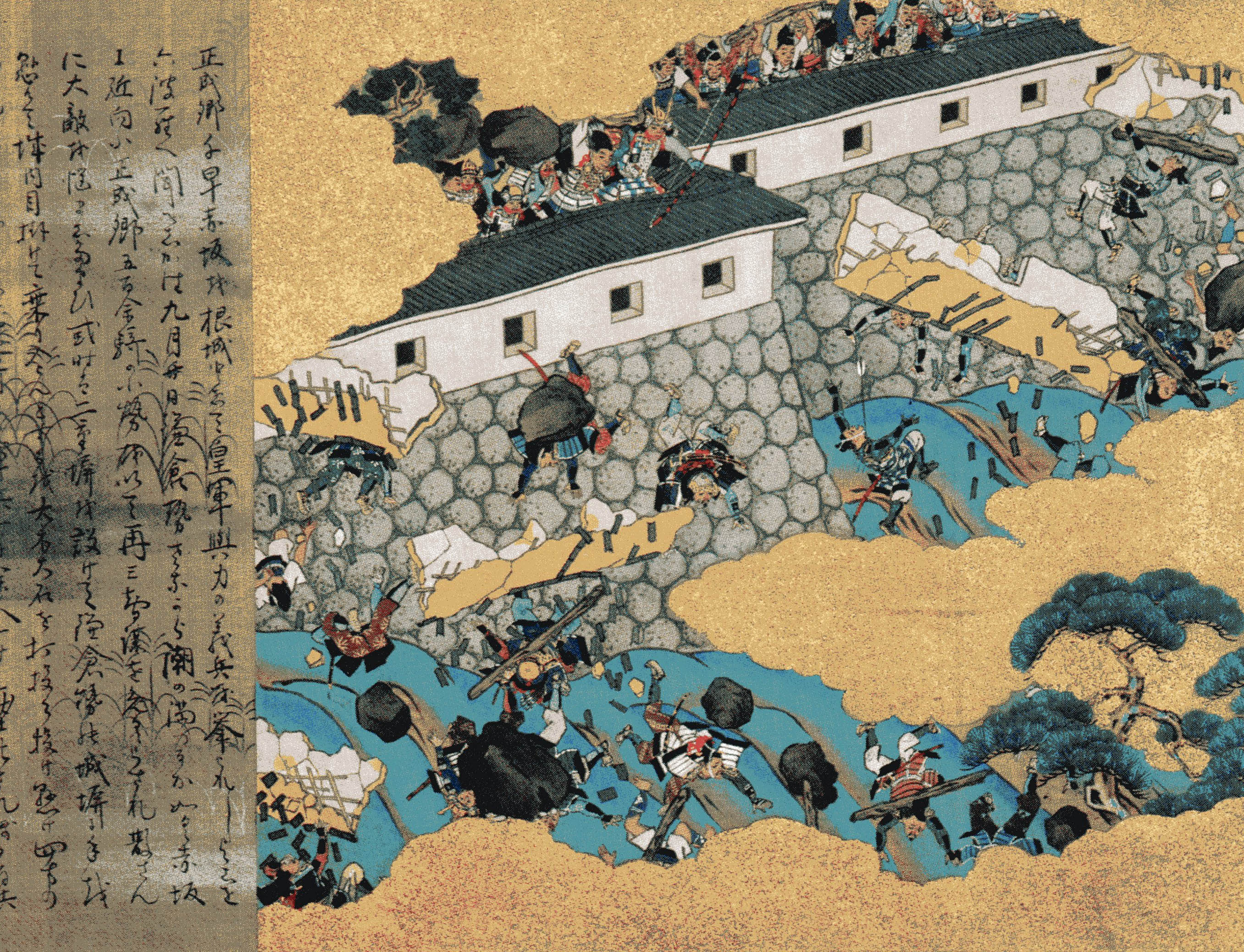
『楠公一代絵巻』（下赤坂城の戦い）

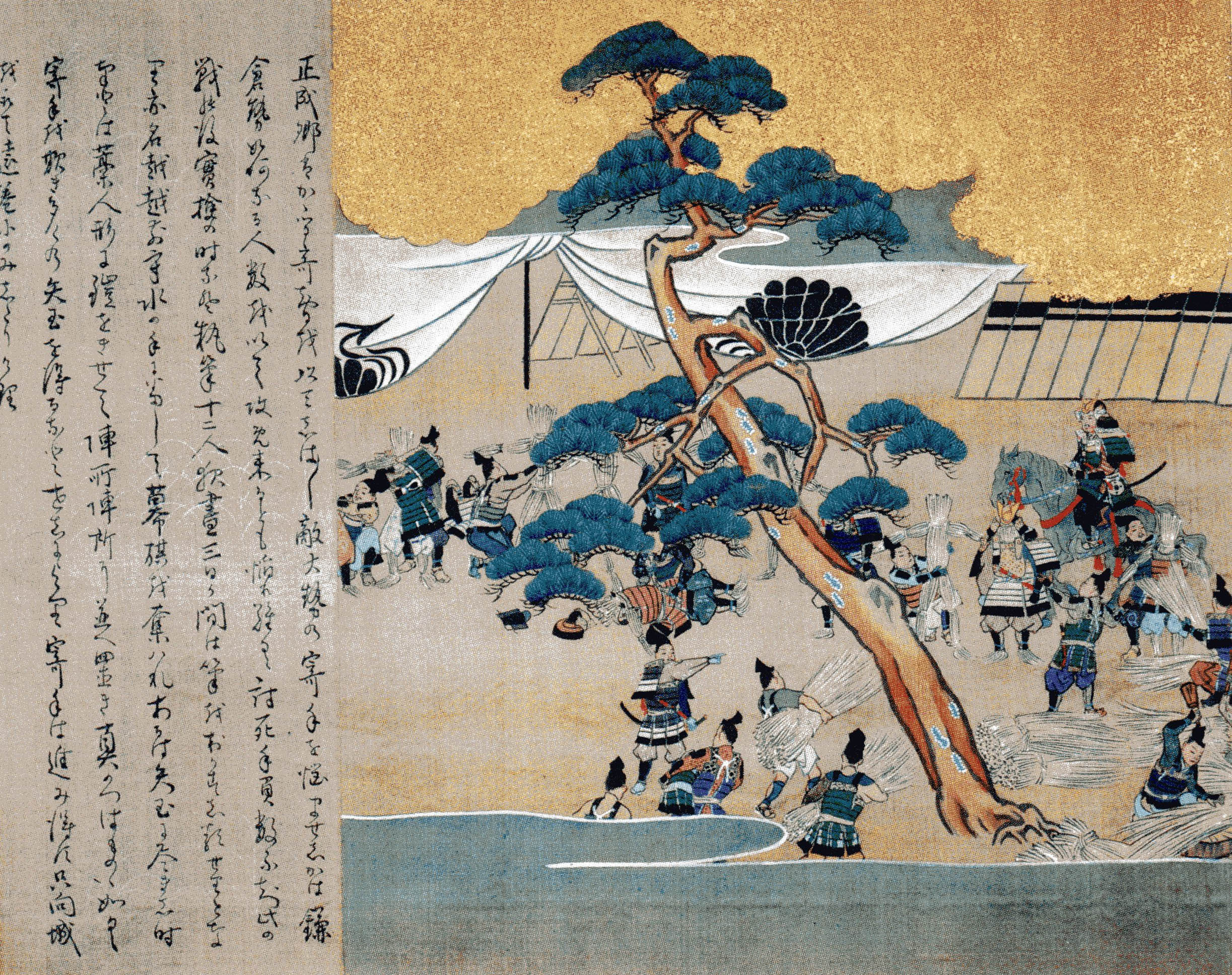
『楠公一代絵巻』（千早城内でわら人形を作っている光景）

土佐 光成（とさ みつなり、正保3年12月20日（1647年1月25日） - 宝永7年3月21日（1710年4月19日））は、江戸時代初期から中期にかけて活躍した土佐派の絵師。官位は従五位下・形部権大輔。

## 経歴
土佐派を再興した土佐光起の長男として京都に生まれる。幼名は藤満丸。「光成」は「みつなり」と読むのが通例だが、「みつしげ」とも称される。父から絵の手ほどきを受ける。延宝9年（1681年）に跡を継いで絵所預となり、正六位下・左近将監に叙任される。禁裏への御月扇の調進が三代に渡って途絶していたが、元禄5年（1692年）東山天皇の代に復活し毎月宮中へ扇を献ずるなど、内裏と仙洞御所の絵事御用を務めた。元禄9年（1696年）5月に従五位下、翌月に形部権大輔に叙任された後、息子・土佐光祐（光高）に絵所預を譲り、出家して常山と号したという。弟に、同じく土佐派の土佐光親がいる。墓所は左京区知恩寺。
画風は父・光起に似ており、光起の作り上げた土佐派様式を形式的に整理を進めている。『古画備考』では「光起と甲乙なき程」と評された。

## 作品
| 作品名                                                 | 技法         | 形状・員数     | 寸法（縦x横cm）   | 所有者                   | 年代                              | 落款 | 印章                 | 備考 |  |
| ------------------------------------------------------ | ------------ | -------------- | ----------------- | ------------------------ | --------------------------------- | --- | -------------------- | --- |  |
| 新三十六歌仙図                                         | 絹本著色     | 1帖            |                   | 和泉市久保惣記念美術館   |                                   | 「土佐光成」 | 「光成」朱文方印     | |  |
| 藤原山蔭像                                             | 絹本著色     | 1幅            |                   | 総持寺（茨木市）         |                                   | 「土（佐あるいは左）□□将監藤（原）□成筆」                                                                          |                      | |  |
| 懸想文売図                                             | 絹本着色     | 1幅            | 111.0x44.4        | 東京芸術大学大学美術館   |                                   | 「土佐左近将監光成筆」                                                                                             |                      | |  |
| 新六歌仙図                                             | 絹本著色     | 1帖            |                   | 櫛田神社                 |                                   | 「土佐左近将監光成筆」                                                                                             |                      | |  |
| 十二首和歌絵屏風                                       | 紙本著色     | 六曲一双押絵貼 |                   | 香川県立ミュージアム     | 1683年-1684年（天和3年-貞享元年） | |                      | 賛は、一条冬経、近衛基熙、鷹司兼熙、有栖川宮幸仁親王、尭恕法親王、真敬法親王、義延法親王、今出川公規、大炊御門経光、信雅、高賢、松平頼重。 |  |
| 烏丸資慶像                                             | 絹本著色     | 1幅            | 110.9x47.7        | 法雲院（右京区）         | 1693年（元禄6年）賛               | 無 | 無                   | 英中玄賢賛。賛文により資慶二十五回忌の際、光成が描いたとわかる。なお法雲院には前年に光成が描いた「烏丸宣定像」も伝存する。                 |  |
| 後水尾法皇像                                           | 絹本著色     | 1幅            |                   | 萬福寺                   | 1694年（元禄7年）3月25日の奉納か  | 画面裏側左下に「土佐 正六位下左近衛将監藤原光成謹寫」                                                              | 「光成之印」白文方印 | |  |
| 七夕図                                                 | 絹本著色     | 1幅            | 40.5x56.5         | 敦賀市立博物館           |                                   | 「土佐正六位下左近衛将監藤原光成筆」                                                                               | 「光成印章」朱文方印 | 鷹司兼熙賛 |  |
| 楠公一代絵巻                                           | 絹本著色     | 2巻            |                   | 楠妣庵観音寺             | 1695年（元禄8年）9月              | 「画所預従五位下左近将将監藤原光成謹寫」                                                                           |                      | 奥書に徳川光圀が閲覧したという謂れがある。しかし、上述のように光成が従五位下に叙されたのは翌年で、奥書をそのまま信じるには疑問が残る。     |  |
| 川中島合戦図屏風                                       | 絹本著色     | 六曲一双       |                   | ミュージアム中仙道       |                                   | 「従五位下土佐刑部権大輔藤原光成筆」                                                                               |                      | 江戸時代初中期の屏風絵で絹本の大作は非常に稀で、合戦図で筆者の落款があるのも珍しい                                                         |  |
| 粟鶉図                                                 | 絹本著色     | 1幅            |                   | 根津美術館               |                                   | 「従五位下土佐刑部権大輔藤原光成筆」                                                                               |                      | |  |
| 三十六歌仙扁額                                         | 板絵著色     | 36面           |                   | 阪南市・ 波太神社        |                                   | 「土左従五位下刑部権大輔藤原光成筆」                                                                               |                      | 大阪府指定文化財 |  |
| 前田綱紀画像                                           | 絹本著色     | 1幅            | 72.0x30.0         | 石川県立歴史博物館       |                                   | 「土佐従五位下藤原光成筆」                                                                                         |                      | |  |
| 兼好法師像                                             | 絹本著色     | 1幅            | 97.4x41.7         | 常楽寺 (伊賀市)          |                                   | 「土佐刑部権大輔従五位下藤原光成筆」                                                                               |                      | 三重県指定文化財 |  |
| 寂室元光像 一絲文守像 南嶺慧詢像                       | 絹本著色     | 3幅対          | 105.2x51.1（各）  | 松雲寺                   | 1702年(元禄15年)                  | 「土佐刑部権大輔従五位下藤原光成寫」 「土佐刑部権大輔従五位下藤原光成并筆」 「土佐刑部権大輔従五位下藤原光成教図」 |                      | 南嶺慧詢賛 |  |
| 駿府鳥瞰図                                             |              |                |                   | 駿府博物館               | 1708年（宝永5年）頃               | 「従五位下土佐守刑部権輔藤原光成筆」                                                                               |                      | 静岡市指定文化財。富士山に宝永山が描かれているため、宝永4年（1707年）から光成が没するまでの作品。                                          |  |
| Fifty-four Scenes from the Tale of Genji（左隻・右隻） | 紙本金地著色 | 六曲一双貼交   | 約156x354（各）   | ミネアポリス美術館       | 17世紀                            | |                      | |  |
| Six Months of the Year as Seen in the Tale of Genji    | 紙本金地著色 | 六曲一隻       | 101.28x207.8      | ミネアポリス美術館       |                                   | |                      | |  |
| 土佐家累代肖像 土佐光起（寿光院殿）像                  | 絹本著色     | 1幅            |                   | 京都国立博物館           |                                   | |                      | |  |
| 紫式部・須磨・明石図                                   | 絹本著色     | 3幅対          |                   | 石山寺                   |                                   | |                      | |  |
| 松竹正月飾図                                           |              | 3幅対          |                   | 毛利博物館               |                                   | |                      | |  |
| 定家詠十二ヶ月花鳥図屏風                               | 紙本著色     | 六曲一双       | 170.2x337.4（各） | インディアナポリス美術館 |                                   | |                      | |  |
| 源氏物語図屏風                                         |              | 六曲一双       |                   | 石山寺                   |                                   | |                      | 伝土佐光成 |  |
| 和歌の橘図巻                                           |              | 2巻            |                   | サントリー美術館         |                                   | |                      | 伝土佐光成 |  |

## 官歴
『地下家伝』による。
- 延宝9年（1681年） 5月29日：正六位下、左近衛将監
- 元禄9年（1696年） 5月23日：従五位下。6月29日：刑部権大輔
- 時期不詳：剃髪
- 宝永7年（1710年） 3月21日：卒去